# Chartularius
Il chartoularios, o chartularius (in Greco bizantino χαρτουλάριος / chartoulários, italianizzato come Cartulario), è stato un funzionario amministrativo nel Tardo impero romano e nell'Impero bizantino, al quale venivano affidati compiti amministrativi e fiscali, sia come ufficiale subalterno di un dipartimento o di una provincia sia alla testa di vari uffici indipendenti.

## Storia
Il titolo deriva dal latino charta (in greco antico: χάρτης?), un termine usato per i documenti ufficiali, ed è documentato dal 326, quando chartularii sono stati impiegati nelle cancellerie (scrinia) delle alte cariche dello stato romano (le prefetture pretoriane, l'officium del magister militum, ecc.). In origine umili funzionari, dal VI secolo la loro importanza si accrebbe, nella misura in cui Pietro Patrizio, quando distinguendo tra funzionari civili e militari, chiama l'originaria funzione chartoularikoi. Dal VII secolo in poi, chartoularioi e chartoulários potrebbero essere entrambi utilizzati come capi dei reparti all'interno di un dipartimento fiscale (sekreton o logothesion), come capi dei dipartimenti indipendenti, o nelle amministrazioni thematiche (provinciali) e dei reparti mercenari Tagma, anche se è documentata la nomina di chartoularioi alla testa degli eserciti. L'equivalente ecclesiastico è stato chiamato chartophylax, ed entrambi i termini sono stati talvolta usati come sinonimi.

## Funzioni

### Burocrazia imperiale
Svolgendo i loro compiti amministrativi e fiscali, erano responsabili degli archivi - il loro nome deriva dal termine che designa un documento ufficiale, χάρτης (carte) - spesso sotto la direzione di un Logoteta, nella amministrazione centrale come negli uffici provinciali. Così troviamo cartulari al servizio del Logothetes tou genikou per conservare registri immobiliari, al servizio del Logotethes tou stratiotikou assumendo ruoli militari nelle themata (province) e nei reparti mercenari Tagma, o al servizio del Logothetes tou dromou per gli aspetti fiscali della manutenzione stradale attraverso varie strateia e angareia.
Alcuni chartoularios dirigevano loro stessi un servizio amministrativo. Questo è il caso di:
- Cartulario preposto al sacello che emerge dalla tutela del Sacellario del IX secolo e aveva la responsabilità della tesoreria dello Stato.
- Cartulario preposto al vestiarion incaricato del vestiarion pubblico.

### Chiesa cattolica e ortodossa
Questo titolo è stato dato anche a un antico funzionario della Chiesa romana, che aveva cura delle carte e documenti relativi agli affari pubblici. Il Cartulario presiedeva la Corte nelle sentenze ecclesiastiche, in sostituzione del Papa. Nella Chiesa greco-ortodossa, la posizione corrispondente è stata chiamata Cartofilace.

## Chartoularioi
- Il chartoularioi tou [oxeōs] dromou (in Greco bizantino: χαρτουλάριοι τοῦ [ὀξέως] δρόμου ), "Cartulari delle strade", i funzionari subalterni nel dipartimento del dromos ("la Posta") sotto il logothetēs tou dromou.[6]
- I cosiddetti chartoularioi megaloi tou sekretou (greco: χαρτουλάριοι μεγάλοι τοῦ σεκρέτου , "grande Cartulario del dipartimento"), come capi di uffici diversi del dipartimento della genikon ("il [Fisco] Generale"), e il chartoularioi tōn arklōn (greco: χαρτουλάριοι τῶν ἀρκλῶν )[7] o exō chartoularioi (greco: ἔξω χαρτουλάριοι, "cartulari esterni") come gli alti funzionari del Tesoro inviati nelle province ("esterno" significa al di fuori di Costantinopoli).[8]
- Il chartoularios tou oikistikou (greco: χαρτουλάριος τοῦ οἰκιστικοῦ ) o semplicemente ho oikistikos, le cui precise funzioni sono sconosciute, è riscontrato anche sotto il genikon; è diventato un ufficio indipendente dall'XI secolo, ma dopo scompare. È documentato che era incaricato di esenzioni fiscali e aveva varie funzioni giuridiche in alcune thémata nell'XI secolo; l'ufficio può essere stato associato con i domini imperiali (oikoi).[9]
- Il chartoularioi [megaloi] tou sekretou (Greco: χαρτουλάριοι [μεγάλοι] τοῦ σεκρέτου), come gli alti funzionari subalterni del dipartimento del logothetēs toū stratiōtikou, che supervisionava il fisco militare, e ulteriormente i chartoularioi dei singoli themata (greco: χαρτουλάριοι τῶν θεμάτων ) e tagmata (greco: χαρτουλάριοι τῶν ταγμάτων), supervisionavano rispettivamente le questioni delle finanze delle truppe provinciali dei thema e delle truppe mercenarie imperiali tagmata.[10]
- Il chartoularios tou sakelliou (greco: χαρτουλάριος τοῦ σακελλίου), responsabile del Sakellion (il tesoro).[11]
- Il chartoularios tou vestiariou (greco: χαρτουλάριος τοῦ βεστιαρίου), responsabile del tesoro del Vestiarion.[12]
- Il chartoularios tou kanikleiou (greco: χαρτουλάριος τοῦ κανικλείου), responsabile del calamaio imperiale (il kanikleion), un incarico conferito ad uno dei più fidati collaboratori dell'Imperatore Bizantino.[13]
- Il chartoularios tou stablou (greco: χαρτουλάριος τοῦ στάβλου , "cartulario della scuderia"), inizialmente un ufficiale subalterno al komēs tou stablou ("conte della scuderia, della stalla"[14]), nell'XI secolo fu aggiunto l'epiteto megas e divenne capo del suo dipartimento, con la supervisione delle scuderie imperiali (mētata o chartoularata) nei Balcani e Asia Minore e divenne responsabile per gli approvvigionamenti delle carovane imperiali[15].[16] Un ulteriore chartoularios, responsabile del grande accampamento dell'esercito (aplēkton) a Malagina (greco: χαρτουλάριος τῶν Μαλαγίνων), era subordinato ad esso.[16]
- Due chartoularioi, uno per ciascuno dei due dēmoi, blu e verde, della capitale bizantina, Costantinopoli.[17]
- Il megas chartoularios era un titolo onorario della corte bizantina durante il periodo dei Paleologi, documentato da Giorgio Codino, che non comportava alcun specifico incarico o funzione.[1]